# Podotricha judith
Espèce
Podotricha judith est une espèce d'insectes lépidoptères (papillons) appartenant à la famille des Nymphalidae, à la sous-famille des Heliconiinae et au genre Podotricha.

## Taxinomie
Podotricha judith a été décrit par Félix Édouard Guérin-Méneville en 1844 sous le nom initial de Cethosie judith.
Synonymes : Colaenis euchroia Doubleday, [1848]; Podotricha euchroia .

### Sous-espèces
- Podotricha judith judith ; présent en Colombie.
- Podotricha judith caucana (Riley, 1926) ; présent en Colombie.
- Podotricha judith mellosa (Stichel, 1906) ; présent en Équateur.
- Podotricha judith straminea (Riley, 1926) ; présent en Équateur.

## Description
Podotricha judith ressemble à Dione juno Mimétisme Müllerien.
C'est un grand papillon d'une envergure de 75 mm à 80 mm au corps fin et aux longues ailes antérieures, à l'apex en large crochet, au bord externe très concave et au bord interne légèrement concave.
Les ailes sont horizontalement rayées de larges bandes noires et orange plus ou moins foncées ou cuivrées avec, aux ailes antérieures, une bande noire le long des 2/3 du bord costal qui rejoint le milieu du bord externe, une sur le dernier 1/3 du bord costal qui va entourer l'apex, et aux ailes postérieures une bande marginale noire et deux autres allant de l'apex au bord interne.
Le revers présente la même ornementation.

## Écologie et distribution
Podotricha judith est présent en Colombie et en Équateur

### Biotope
Podotricha judith réside dans les Andes, et en Équateur a été inventorié à des altitudes de 1 300 m et 1 700 m.

## Protection
Pas de statut de protection particulier.